# Craugastor laticeps
Craugastor laticeps là một loài ếch thuộc họ Leptodactylidae.
Loài này có ở Belize, Guatemala, Honduras, và México.
Môi trường sống tự nhiên của chúng là rừng ẩm vùng đất thấp nhiệt đới hoặc cận nhiệt đới, vùng núi ẩm nhiệt đới hoặc cận nhiệt đới, và các đồn điền.
Chúng hiện đang bị đe dọa vì mất môi trường sống.

## Hình ảnh

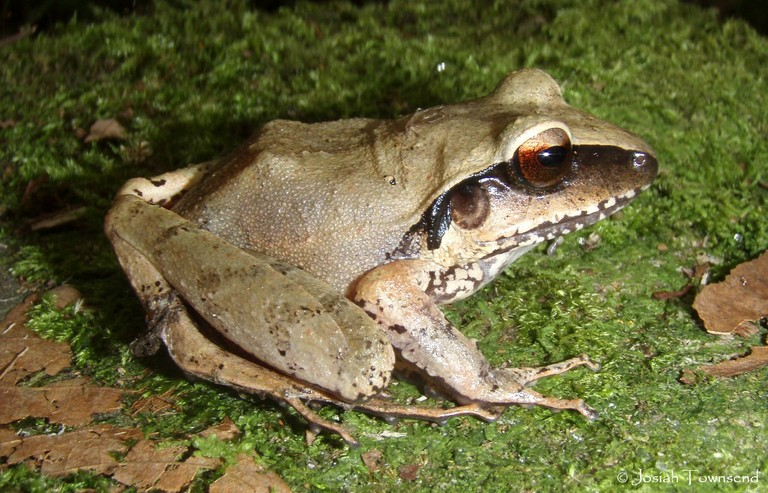